# Juan Calvo Doménech
Juan Bautista Calvo Doménech  (Onteniente, 22 de mayo de 1892 - Madrid, 6 de marzo de 1962), fue un actor español.

## Biografía
Nació el 22 de mayo de 1892 en Onteniente, Valencia, siendo hijo de Mariano Calvo Calvo[cita requerida], natural de Torremanzanas (Alicante) y de María del Patrocinio Doménech Rabasa, natural de Penáguila (Alicante). Activo sobre los escenarios desde 1916, en 1934 debutó en el cine con la película La hermana San Sulpicio. Desde este momento y tras el paréntesis de la guerra civil española, se convierte en uno de los actores de carácter más solicitados, a menudo interpretando papeles cómicos. 
Durante una estancia en Puerto Rico, conoció a la que sería su mujer Minerva Lespier García (San Juan (Puerto Rico)), (1901-1980) y con la que tuvo dos hijos, los también actores Armando y Manolo Calvo.
Tras su vuelta a España, continuó su trabajo en el cine hasta su muerte. Se le recuerda especialmente como Fray Papilla en el éxito de 1955, Marcelino, pan y vino, un papel por el que fue premiado en el Festival de Cannes. 
También dio lo mejor de sí mismo como Sancho Panza en la película Don Quijote de la Mancha, junto al actor Rafael Rivelles como Don Quijote. Otras de sus películas son Eloísa está debajo de un almendro (1943), interpretando al nuevo mayordomo que debe aprender unas reglas absurdas para complacer a su nuevo jefe, El clavo (1944), El fantasma y Doña Juanita (1945), Historias de la radio (1955), Calabuch (1956), Los jueves, milagro (1957), ambas dirigidas por Luis García Berlanga y Fray Escoba (1961).
Falleció en Madrid el 6 de marzo de 1962.

## Filmografía (selección)
- 1934, La hermana San Sulpicio.
- 1943, Ídolos.
- 1943, Eloísa está debajo de un almendro.
- 1943, La patria chica.
- 1943, Mi vida en tus manos.
- 1944, Tuvo la culpa Adán.
- 1944, La maja del capote.
- 1944, El clavo.
- 1945, Espronceda.
- 1945, Tierra sedienta.
- 1945, El fantasma y Doña Juanita.
- 1945, Los últimos de Filipinas.
- 1950, Monte de Piedad " Mexico "
- 1951 ,Entre Abogados te veas* Mexico
- 1947, Don Quijote de La Mancha.
- 1954, Buenas noticias.
- 1955, Marcelino, pan y vino.
- 1955, Historias de la radio.
- 1956, Mi tío Jacinto.
- 1956, Tarde de toros.
- 1956, Calabuch.
- 1957, Los jueves, milagro.
- 1957, El andén.
- 1960, El traje de oro.
- 1961, Fray Escoba.
- 1961, Ella y los veteranos.
- 1961, Martes y Trece.

## Premios
Medallas del Círculo de Escritores Cinematográficos.
| Año  | Categoría              | Película              | Resultado |
| ---- | ---------------------- | --------------------- | --------- |
| 1955 | Mejor actor secundario | Marcelino, pan y vino | Ganador   |
| 1956 | Mejor actor secundario | Calabuch              | Ganador   |